# Światowy Kongres Esperanto w 1927 roku
Światowy Kongres Esperanto w 1927 roku – Światowy Kongres Esperanto; zjazd esperantystów, który odbył się w dniach 28 lipca – 4 sierpnia w Gdańsku.

## Historia
Kongresowi patronował prezydent senatu Wolnego Miasta Gdańska Henrich Sahm. Prezydentem lokalnego komitetu organizacyjnego został przewodniczący Gdańskiego Towarzystwa Esperanto Bernhard Aeltermann, a wiceprezydentem Kazimierz Majorkiewicz. Był to kongres jubileuszowy, ponieważ upłynęło 40 lat od powstania esperanta. W dniu otwarcia do Gdańska przyjechało około 900 esperantystów, głównie z Polski. Uczestnicy otrzymali bezpłatnie wydany przez Polskie Akademickie Towarzystwo Esperantystów w Warszawie Ilustrowany Przewodnik po Polsce oraz wydany w esperanto przez radę portową Gdańska prospekt Port gdański w cyfrach. Przed południem 29 lipca profesor Politechniki Gdańskiej Kloeppel otworzył uniwersytet esperancki. Powstał on podczas XVII Kongresu w Genewie w 1925 roku. W jego ramach podczas kolejnych kongresów naukowcy różnych specjalności wygłaszają wykłady naukowe w języku esperanto.
Uroczyste otwarcie kongresu miało miejsce wieczorem z udziałem około 2000 delegatów i zaproszonych gości. W inauguracji wzięła udział delegacja senatu Wolnego Miasta Gdańska oraz przedstawicieli rządów: Austrii, Holandii, Grecji, Hiszpanii, Norwegii i Międzynarodowego Biura Pracy przy Lidze Narodów. Honorowe miejsce przy stole prezydialnym zajął przedstawiciel rządu polskiego. Obrady otwarła Julia C. Isbrücker. Wybrano prezydium kongresu w składzie: Bernhard Aeltermann jako przewodniczący i wiceprzewodniczących: Adama Zamenhofa, Annę Tuszyńską, Ernst Kliemke z Berlina, Odo Bujwida, Tony Gueritte z Londynu, Frans Schoofs z Antwerpii i Oishi Wasaburo z Japonii. Sekretarzem został wybrany sekretarz Centralnego Komitetu Esperanckiego w Genewie Robert Kreuz. Najpierw głos zabrał nowy przewodniczący Aeltermann, potem odśpiewano przy akompaniamencie orkiestry hymn La Espero i przemówienie programowe wygłosił Edmond Privat. Następnie zgromadzonych powitali delegaci rządów, a przedstawiciele 28 krajów, z których pochodzili delegaci, powitali zebranych w języku narodowym i esperanto. Posiedzenie zakończono odśpiewaniem Kanto de Ligo!
Delegaci odbyli m.in. wycieczkę statkiem po Zatoce Gdańskiej. Postanowiono również w dniu 15 grudnia obchodzić Dzień Książki Esperanckiej. Feliks Zamenhof zaproponował założenie Muzeum Esperanta i powstało ono w 1929 roku Wiedniu. Podczas kongresu zorganizowano tradycyjny bal kostiumowy, podczas którego delegaci wystąpili w strojach narodowych. Pierwszą nagrodę za strój otrzymała Micziko Asada z Nagasaki.
Z okazji 40. rocznicy powstania esperanta 31 lipca w Sopocie posadzono jubileuszowy dąb na polanie w Dolinie Echa. Obok ustawiono pomnik z płytą i napisem.

## Wyjazd do Warszawy

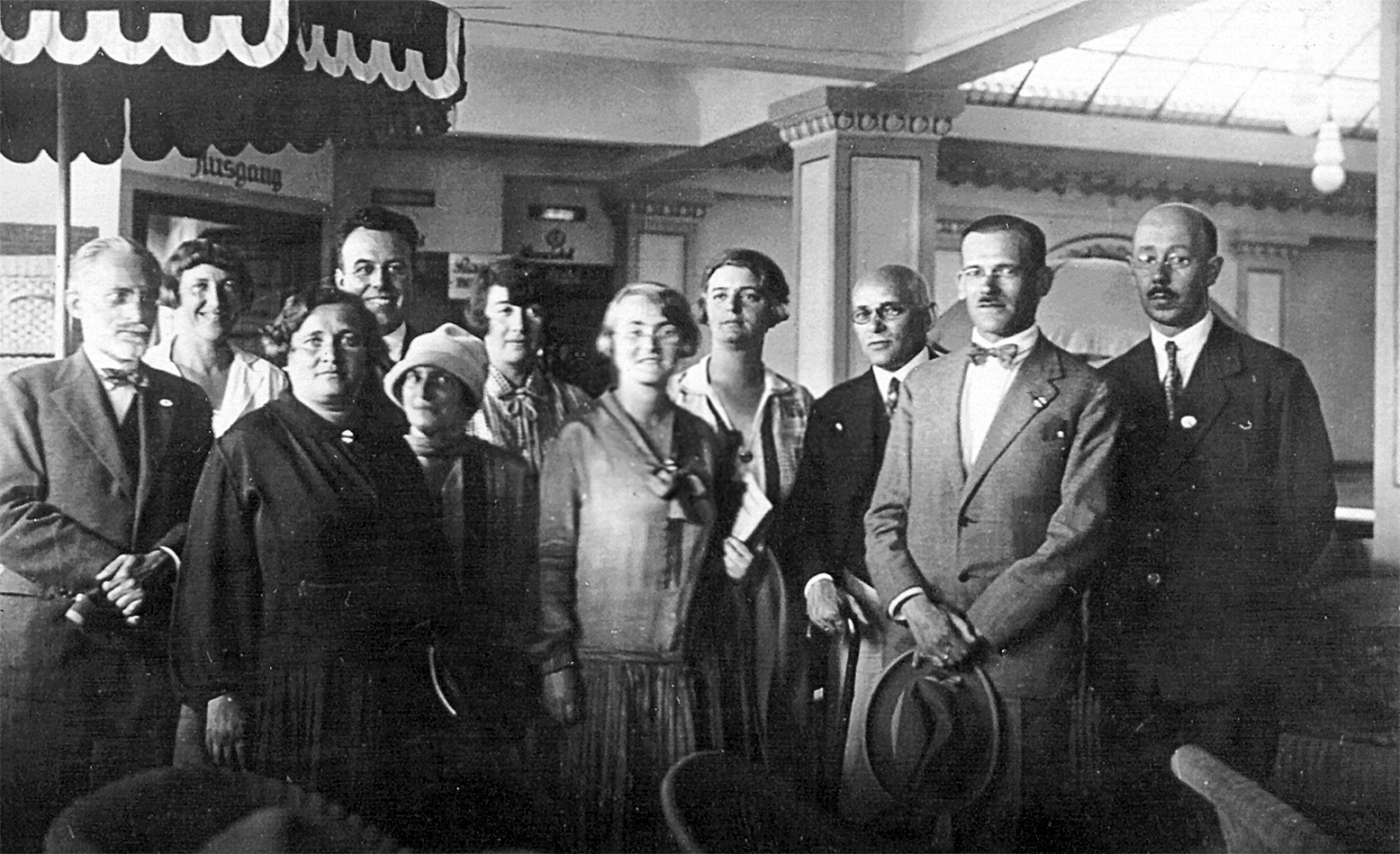
Na zdjęciu: Feliks Zamenhof, Sofia Zamenhof, Edmond Privat, Wanda Zamenhof, Lidia Zamenhof, Julia Isbrücker, Adam Zamenhof, August Oskar Bünemann

Zakończenie kongresu zaplanowano w Warszawie. Dlatego 4 sierpnia połowa uczestników przyjechała do stolicy. Celem ich podróży była wizyta na grobie twórcy esperanta, Ludwika Zamenhofa.
Esperantyści z całego świata jeszcze na początku lat 20. postanowili ufundować nowy nagrobek na grobie Zamenhoffa. W 1922 roku ogłoszono konkurs, do udziału w którym zaproszono tylko rzeźbiarzy z Polski. Ograniczenie zasięgu argumentowano: koniecznością znajomości przepisów projektowania nagrobków hebrajskich oraz możliwością wizyty na cmentarzu w Warszawie, aby zapoznać się z warunkami terenowymi. Nad zgłoszonymi 18 projektami obradowało jury w składzie: Jan Szczepkowski, Stanisław Kazimierz Ostrowski, Marian Sługocki oraz Odo Bujwid i Ignacy Teichfeld. Dla zwycięzców przewidziano dwie nagrody w wysokości 12 i 6 funtów. Jury I nagrodę przyznało pracy Nadzieja, której autorem był rzeźbiarz z Poznania Mieczysław Lubelski, a drugą projektowi 5 części świata autorstwa warszawskiego rzeźbiarza Tadeusza Breyera. Pomnik ze względu na koszty wykonano w Aberdeen w Szkocji. Komitet organizacyjny odpowiedzialny za wykonanie pomnika starał się o zwolnienie go z cła i opłat przewozowych. Został on przewieziony statkiem do Gdyni, a stamtąd pociągiem do Warszawy. Odsłonięcie planowano zorganizować w dziewiątą rocznicę śmierci Zamenhofa, a na prośbę rodziny przesunięto na najbliższa niedzielę, tj. 18 kwietnia 1926 roku. Podczas odsłonięcia pomnika mowę wygłosił Leo Belmont.
Podczas spotkania delegatów kongresu w dniu 5 sierpnia 1927 roku ufundowany nagrobek oddano pod opiekę rodziny. Po uroczystości złożono kwiaty przed pomnikiem Adama Mickiewicza na Krakowskim Przedmieściu. O czwartej po południu odbyło się uroczyste zakończenie kongresu. Wieczorem uczestnicy wzięli udział w przyjęciu u prezydenta Warszawy i w koncercie w Dolinie Szwajcarskiej. W sobotę 6 sierpnia rano w kościele po karmelickim odprawiono mszę za Antoniego Grabowskiego. Uczestnicy mieli czas na zwiedzenie miasta, a 7 sierpnia udali się do Białegostoku.

## Wyjazd do Białegostoku

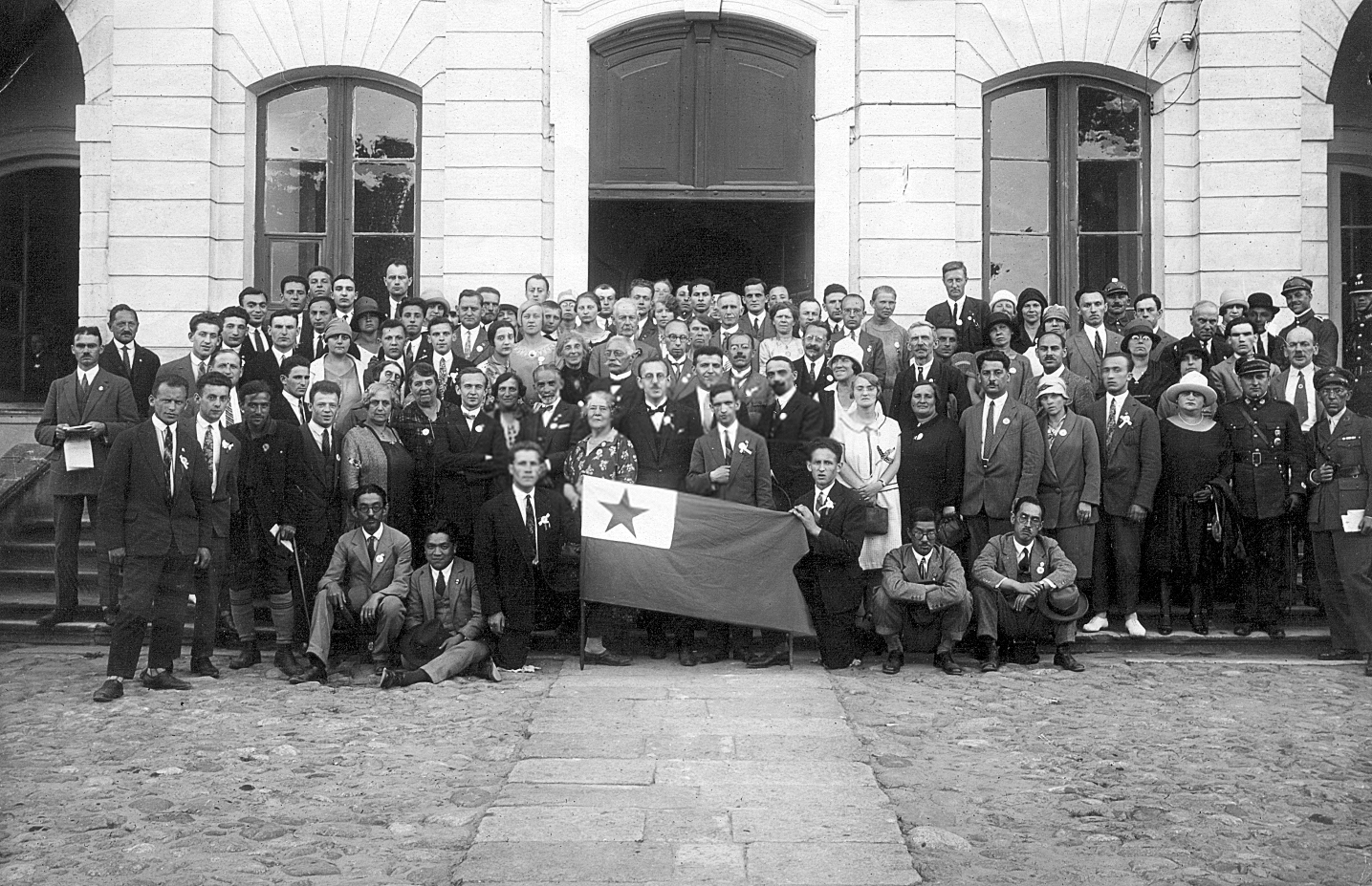
Uczestnicy kongresu w Białymstoku

Uczestników kongresu na dworcu 7 sierpnia powitała orkiestra 3 pułku strzelców konnych, która odegrała esperancki hymn oraz przedstawiciele wojewody i starosty. 8 sierpnia po południu na domu, w którym urodził się Zamenhof, wojewoda Marian Rembowski odsłonił tablicę pamiątkową. W uroczystości wzięli udział nie tylko esperantyści, ale również tysiące mieszkańców Białegostoku. Po uroczystości uczestnicy kongresu mogli zwiedzić dom rodzinny twórcy esperanta. Po obiedzie zaplanowano akademię ku czci Zamenhofa, która odbyła się w pałacu Branickich.